# Microcavia niata
Андско планинско морско прасе или андско планинско заморче (Microcavia niata) је врста глодара из породице замораца или морске прасади (лат. Caviidae).

## Распрострањење
Врста има станиште у Боливији и Чилеу.

## Станиште
Врста Microcavia niata има станиште на копну.

## Угроженост
Ова врста није угрожена, и наведена је као последња брига јер има широко распрострањење.

### Популациони тренд
Популација ове врсте је стабилна, судећи по доступним подацима.